# Jean-Jacques Guissart
Jacques Félix Jean „Jean-Jacques” Guissart (ur. 5 sierpnia 1927 w Nogent-sur-Marne, zm. 15 września 2008 w Cannes) – francuski wioślarz, srebrny medalista olimpijski.
Wystąpił na igrzyskach olimpijskich w Helsinkach w 1952 roku, gdzie Francuzi w składzie: Pierre Blondiaux, Jean-Jacques Guissart, Marc Bouissou i Roger Gautier zdobyli srebrny medal w czwórkach bez sternika. W finale o 2,9 sekundy przegrali z osadą Jugosławii, a o 4,4 sekundy pokonali osadę Finlandii. Był to jego jedyny start olimpijski.
Na rozgrywanych trzy lata później igrzyskach śródziemnomorskich w Barcelonie zdobył brązowy medal w ósemkach.
Ponadto zdobył brązowy medal w czwórkach bez sternika na mistrzostwach Europy w Mâcon (1951) oraz w ósemkach na mistrzostwach Europy w Kopenhadze (1953).
Jego brat, René Guissart, także był wioślarzem.